# Sade Adu/Auszeichnungen für Musikverkäufe

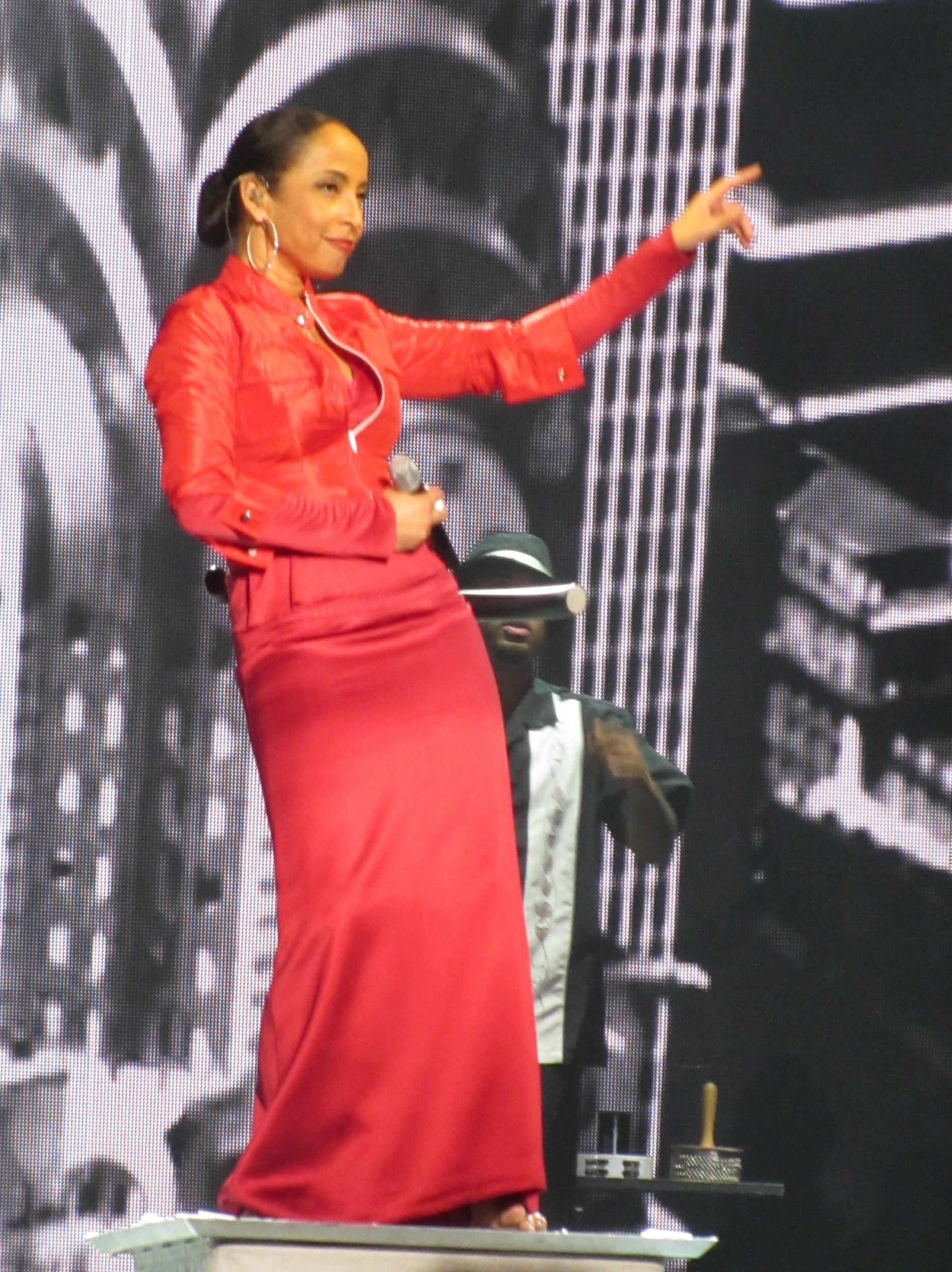
Sade Adu (2011)

Dies ist eine Übersicht über die Auszeichnungen für Musikverkäufe der nigerianisch-britischen Soul- und R&B-Sängerin Sade Adu. Die Auszeichnungen finden sich nach ihrer Art (Gold, Platin usw.), nach Staaten getrennt in chronologischer Reihenfolge, geordnet sowie nach den Tonträgern selbst, ebenfalls in chronologischer Reihenfolge, getrennt nach Medium (Alben, Singles usw.), wieder.

## Auszeichnungen
| - Vereinigtes Königreich - 2022: für die Single Your Love Is King - 2023: für die Single No Ordinary Love - 2025: für die Single The Sweetest Taboo - 2025: für die Single Kiss of Life - 2025: für das Lied Like a Tattoo - Australien - 2001: für das Album Lovers Rock - Belgien - 2000: für das Album Lovers Rock - 2010: für das Album Soldier of Love - Brasilien - 1995: für das Album The Best of Sade - 2001: für das Album Lovers Rock - 2003: für das Videoalbum Lovers Live - 2010: für das Album Soldier of Love - Dänemark - 2001: für das Album Lovers Rock - 2018: für das Album The Ultimate Collection - 2024: für die Single By Your Side - 2024: für das Album Love Deluxe - Deutschland - 1988: für das Album Stronger Than Pride - 1995: für das Album The Best of Sade - 1993: für das Album Love Deluxe - 2004: für das Videoalbum Lovers Live - 2010: für das Album Soldier of Love - 2025: für die Single Smooth Operator - Finnland - 1994: für das Album The Best of Sade - 2010: für das Album Soldier of Love - Frankreich - 2012: für das Videoalbum Bring Me Home Live 2011 - Italien - 2010: für das Album Soldier of Love - 2014: für das Album The Ultimate Collection - 2023: für die Single Smooth Operator - Japan - 1994: für das Album The Best of Sade - 2000: für das Album Lovers Rock - Neuseeland - 2001: für das Album Lovers Rock - 2022: für die Single Your Love Is King - 2022: für die Single By Your Side - Niederlande - 1993: für das Album Love Deluxe - 2000: für das Album Lovers Rock - 2011: für das Album Soldier of Love - Norwegen - 2000: für das Album Lovers Rock - Österreich - 1998: für das Album The Best of Sade - 2000: für das Album Lovers Rock - 2010: für das Album Soldier of Love - Russland - 2012: für das Album The Ultimate Collection - Schweden - 1993: für das Album Love Deluxe - 2010: für das Album Soldier of Love - Schweiz - 1992: für das Album Love Deluxe - 2001: für das Album Lovers Rock - Spanien - 1984: für das Album Diamond Life - 2002: für das Album Lovers Live - 2004: für das Videoalbum Lovers Live - 2024: für die Single By Your Side - 2024: für die Single Your Love Is King - Ungarn - 2011: für das Album The Ultimate Collection - Vereinigte Staaten - 1986: für das Videoalbum Diamond Life - 2002: für das Album Lovers Live - Vereinigtes Königreich - 1993: für das Album Love Deluxe - 2013: für das Album Soldier of Love - 2019: für das Album The Ultimate Collection - 2025: für die Single By Your Side | - Frankreich - 2000: für das Album Lovers Rock - Argentinien - 1994: für das Album The Best of Sade - Australien - 2011: für das Album Promise - 2011: für das Album Love Deluxe - Belgien - 1986: für das Album Promise - 2002: für das Album The Best of Sade - Dänemark - 2024: für die Single Smooth Operator - Deutschland - 1984: für das Album Diamond Life - 1986: für das Album Promise - 2001: für das Album Lovers Rock - 2025: für das Videoalbum Bring Me Home Live 2011 - Europa - 1993: für das Album Love Deluxe - 2000: für das Album Lovers Rock - Finnland - 1987: für das Album Promise - Frankreich - 1993: für das Album Love Deluxe - 1996: für das Album The Best of Sade - Griechenland - 2010: für das Album Soldier of Love - Italien - 2016: für das Album The Best of Sade - Japan - 1993: für das Album Love Deluxe - Kanada - 1988: für das Album Stronger Than Pride - 1993: für das Album Love Deluxe - 2010: für das Album Soldier of Love - Neuseeland - 1988: für das Album Stronger Than Pride - 1993: für das Album Love Deluxe - 2023: für die Single Smooth Operator - Niederlande - 1984: für das Album Diamond Life - 1993: für das Album Stronger Than Pride - 1997: für das Album The Best of Sade - Polen - 2002: für das Album Lovers Rock - Portugal - 2005: für das Videoalbum Lovers Live - 2011: für das Album The Ultimate Collection - Schweden - 2001: für das Album Lovers Rock - Schweiz - 1989: für das Album Stronger Than Pride - 2011: für das Album Soldier of Love - Spanien - 1988: für das Album Stronger Than Pride - 1995: für das Album The Best of Sade - 2001: für das Album Lovers Rock - 2024: für die Single Smooth Operator - Vereinigte Staaten - 2001: für das Videoalbum Life, Promise, Pride, Love - 2003: für das Videoalbum Lovers Live - 2010: für das Album Soldier of Love - Vereinigtes Königreich - 1988: für das Album Stronger Than Pride - 2013: für das Album Lovers Rock - 2024: für die Single Smooth Operator | - Europa - 1996: für das Album The Best of Sade - Frankreich - 1986: für das Album Promise - 1991: für das Album Diamond Life - 1995: für das Album Stronger Than Pride - 2010: für das Album Soldier of Love - Kanada - 1986: für das Album Diamond Life - 1986: für das Album Promise - 2001: für das Album Lovers Rock - Neuseeland - 1986: für das Album Promise - Polen - 2012: für das Videoalbum Bring Me Home Live 2011 - Russland - 2010: für das Album Soldier of Love - Schweiz - 1987: für das Album Diamond Life - Spanien - 1993: für das Album Love Deluxe - Ungarn - 2011: für das Album Soldier of Love - Vereinigte Staaten - 2002: für das Videoalbum Live Concert Home Video - Vereinigtes Königreich - 1986: für das Album Promise - 2013: für das Album The Best of Sade - Australien - 2011: für das Album The Best of Sade - Dänemark - 2024: für das Album The Best of Sade - Italien - 2001: für das Album Lovers Rock - Kanada - 2025: für das Album The Best of Sade - Neuseeland - 1995: für das Album The Best of Sade - Vereinigte Staaten - 1989: für das Album Stronger Than Pride - 2001: für das Album Lovers Rock - Australien - 2011: für das Album Diamond Life - Polen - 2011: für das Album The Ultimate Collection - Vereinigte Staaten - 1994: für das Album Love Deluxe - 1995: für das Album Diamond Life - 1997: für das Album Promise - 1999: für das Album The Best of Sade - Vereinigtes Königreich - 1987: für das Album Diamond Life - Neuseeland - 1985: für das Album Diamond Life - Polen - 2011: für das Album Soldier of Love |

## Auszeichnungen nach Alben

### Diamond Life
| Land/Region                  | Auszeichnungen für Musikverkäufe (Land/Region, Auszeichnung, Verkäufe) | Verkäufe  |
| ---------------------------- | ---------------------------------------------------------------------- | --------- |
| Australien (ARIA)            | 4× Platin                                                              | 280.000   |
| Deutschland (BVMI)           | Platin                                                                 | 500.000   |
| Frankreich (SNEP)            | 2× Platin                                                              | 600.000   |
| Kanada (MC)                  | 2× Platin                                                              | 200.000   |
| Neuseeland (RMNZ)            | 6× Platin                                                              | 120.000   |
| Niederlande (NVPI)           | Platin                                                                 | 100.000   |
| Schweiz (IFPI)               | 2× Platin                                                              | 100.000   |
| Spanien (Promusicae)         | Gold                                                                   | 50.000    |
| Vereinigte Staaten (RIAA)    | 4× Platin                                                              | 4.000.000 |
| Vereinigtes Königreich (BPI) | 4× Platin                                                              | 1.200.000 |
| Insgesamt                    | 1× Gold · 26× Platin ·                                                 | 7.150.000 |

### Promise
| Land/Region                  | Auszeichnungen für Musikverkäufe (Land/Region, Auszeichnung, Verkäufe) | Verkäufe  |
| ---------------------------- | ---------------------------------------------------------------------- | --------- |
| Australien (ARIA)            | Platin                                                                 | 70.000    |
| Belgien (BRMA)               | Platin                                                                 | 75.000    |
| Deutschland (BVMI)           | Platin                                                                 | 500.000   |
| Finnland (IFPI)              | Platin                                                                 | 58.935    |
| Frankreich (SNEP)            | 2× Platin                                                              | 600.000   |
| Kanada (MC)                  | 2× Platin                                                              | 200.000   |
| Neuseeland (RMNZ)            | 2× Platin                                                              | 40.000    |
| Vereinigte Staaten (RIAA)    | 4× Platin                                                              | 4.000.000 |
| Vereinigtes Königreich (BPI) | 2× Platin                                                              | 600.000   |
| Insgesamt                    | 16× Platin ·                                                           | 6.343.935 |

### Stronger Than Pride
| Land/Region                  | Auszeichnungen für Musikverkäufe (Land/Region, Auszeichnung, Verkäufe) | Verkäufe  |
| ---------------------------- | ---------------------------------------------------------------------- | --------- |
| Deutschland (BVMI)           | Gold                                                                   | 250.000   |
| Frankreich (SNEP)            | 2× Platin                                                              | 600.000   |
| Kanada (MC)                  | Platin                                                                 | 100.000   |
| Neuseeland (RMNZ)            | Platin                                                                 | 20.000    |
| Niederlande (NVPI)           | Platin                                                                 | 100.000   |
| Schweiz (IFPI)               | Platin                                                                 | 50.000    |
| Spanien (Promusicae)         | Platin                                                                 | 100.000   |
| Vereinigte Staaten (RIAA)    | 3× Platin                                                              | 3.000.000 |
| Vereinigtes Königreich (BPI) | Platin                                                                 | 300.000   |
| Insgesamt                    | 1× Gold · 13× Platin ·                                                 | 4.520.000 |

### Love Deluxe
| Land/Region                  | Auszeichnungen für Musikverkäufe (Land/Region, Auszeichnung, Verkäufe) | Verkäufe  |
| ---------------------------- | ---------------------------------------------------------------------- | --------- |
| Australien (ARIA)            | Platin                                                                 | 70.000    |
| Dänemark (IFPI)              | Gold                                                                   | (10.000)  |
| Deutschland (BVMI)           | Gold                                                                   | (250.000) |
| Europa (IFPI)                | Platin                                                                 | 1.000.000 |
| Frankreich (SNEP)            | Platin                                                                 | (300.000) |
| Japan (RIAJ)                 | Platin                                                                 | 200.000   |
| Kanada (MC)                  | Platin                                                                 | 100.000   |
| Neuseeland (RMNZ)            | Platin                                                                 | 15.000    |
| Niederlande (NVPI)           | Gold                                                                   | (50.000)  |
| Schweden (IFPI)              | Gold                                                                   | (50.000)  |
| Schweiz (IFPI)               | Gold                                                                   | (25.000)  |
| Spanien (Promusicae)         | 2× Platin                                                              | (200.000) |
| Vereinigte Staaten (RIAA)    | 4× Platin                                                              | 4.000.000 |
| Vereinigtes Königreich (BPI) | Gold                                                                   | (100.000) |
| Insgesamt                    | 6× Gold · 12× Platin ·                                                 | 5.385.000 |

### The Best of Sade
| Land/Region                  | Auszeichnungen für Musikverkäufe (Land/Region, Auszeichnung, Verkäufe) | Verkäufe  |
| ---------------------------- | ---------------------------------------------------------------------- | --------- |
| Argentinien (CAPIF)          | Platin                                                                 | 60.000    |
| Australien (ARIA)            | 3× Platin                                                              | 210.000   |
| Belgien (BRMA)               | Platin                                                                 | (50.000)  |
| Brasilien (PMB)              | Gold                                                                   | 100.000   |
| Dänemark (IFPI)              | 3× Platin                                                              | (60.000)  |
| Deutschland (BVMI)           | Gold                                                                   | (250.000) |
| Europa (IFPI)                | 2× Platin                                                              | 2.000.000 |
| Finnland (IFPI)              | Gold                                                                   | (34.474)  |
| Frankreich (SNEP)            | Platin                                                                 | (300.000) |
| Italien (FIMI)               | Platin                                                                 | (50.000)  |
| Japan (RIAJ)                 | Gold                                                                   | 100.000   |
| Kanada (MC)                  | 3× Platin                                                              | 300.000   |
| Neuseeland (RMNZ)            | 3× Platin                                                              | 45.000    |
| Niederlande (NVPI)           | Platin                                                                 | (100.000) |
| Österreich (IFPI)            | Gold                                                                   | (25.000)  |
| Spanien (Promusicae)         | Platin                                                                 | (100.000) |
| Vereinigte Staaten (RIAA)    | 4× Platin                                                              | 4.000.000 |
| Vereinigtes Königreich (BPI) | 2× Platin                                                              | (600.000) |
| Insgesamt                    | 5× Gold · 26× Platin ·                                                 | 6.850.000 |

### Lovers Rock
| Land/Region                  | Auszeichnungen für Musikverkäufe (Land/Region, Auszeichnung, Verkäufe) | Verkäufe    |
| ---------------------------- | ---------------------------------------------------------------------- | ----------- |
| Australien (ARIA)            | Gold                                                                   | 35.000      |
| Belgien (BRMA)               | Gold                                                                   | 25.000      |
| Brasilien (PMB)              | Gold                                                                   | 100.000     |
| Dänemark (IFPI)              | Gold                                                                   | 25.000      |
| Deutschland (BVMI)           | Platin                                                                 | 300.000     |
| Europa (IFPI)                | Platin                                                                 | (1.000.000) |
| Finnland (IFPI)              | —                                                                      | 13.069      |
| Frankreich (SNEP)            | 2× Gold                                                                | 200.000     |
| Italien (FIMI)               | 3× Platin                                                              | 300.000     |
| Japan (RIAJ)                 | Gold                                                                   | 100.000     |
| Kanada (MC)                  | 2× Platin                                                              | 200.000     |
| Neuseeland (RMNZ)            | Gold                                                                   | 7.500       |
| Niederlande (NVPI)           | Gold                                                                   | 50.000      |
| Norwegen (IFPI)              | Gold                                                                   | 25.000      |
| Österreich (IFPI)            | Gold                                                                   | 25.000      |
| Polen (ZPAV)                 | Platin                                                                 | 70.000      |
| Schweden (IFPI)              | Platin                                                                 | 80.000      |
| Schweiz (IFPI)               | Platin                                                                 | 25.000      |
| Spanien (Promusicae)         | Platin                                                                 | 100.000     |
| Vereinigte Staaten (RIAA)    | 3× Platin                                                              | 3.900.000   |
| Vereinigtes Königreich (BPI) | Platin                                                                 | 300.000     |
| Insgesamt                    | 11× Gold · 15× Platin ·                                                | 5.680.569   |

### Lovers Live
| Land/Region               | Auszeichnungen für Musikverkäufe (Land/Region, Auszeichnung, Verkäufe) | Verkäufe |
| ------------------------- | ---------------------------------------------------------------------- | -------- |
| Spanien (Promusicae)      | Gold                                                                   | 50.000   |
| Vereinigte Staaten (RIAA) | Gold                                                                   | 500.000  |
| Insgesamt                 | 2× Gold ·                                                              | 550.000  |

### Soldier of Love
| Land/Region                  | Auszeichnungen für Musikverkäufe (Land/Region, Auszeichnung, Verkäufe) | Verkäufe  |
| ---------------------------- | ---------------------------------------------------------------------- | --------- |
| Belgien (BRMA)               | Gold                                                                   | 15.000    |
| Brasilien (PMB)              | Gold                                                                   | 20.000    |
| Deutschland (BVMI)           | Gold                                                                   | 100.000   |
| Finnland (IFPI)              | Gold                                                                   | 13.304    |
| Frankreich (SNEP)            | 2× Platin                                                              | 200.000   |
| Griechenland (IFPI)          | Platin                                                                 | 6.000     |
| Italien (FIMI)               | Gold                                                                   | 35.000    |
| Kanada (MC)                  | Platin                                                                 | 80.000    |
| Niederlande (NVPI)           | Gold                                                                   | 25.000    |
| Österreich (IFPI)            | Gold                                                                   | 15.000    |
| Polen (ZPAV)                 | Diamant                                                                | 100.000   |
| Russland (NFPF)              | 2× Platin                                                              | 40.000    |
| Schweden (IFPI)              | Gold                                                                   | 20.000    |
| Schweiz (IFPI)               | Platin                                                                 | 30.000    |
| Ungarn (MAHASZ)              | 2× Platin                                                              | 12.000    |
| Vereinigte Staaten (RIAA)    | Platin                                                                 | 1.300.000 |
| Vereinigtes Königreich (BPI) | Gold                                                                   | 100.000   |
| Insgesamt                    | 9× Gold · 10× Platin · 1× Diamant ·                                    | 2.101.304 |

### The Ultimate Collection
| Land/Region                  | Auszeichnungen für Musikverkäufe (Land/Region, Auszeichnung, Verkäufe) | Verkäufe |
| ---------------------------- | ---------------------------------------------------------------------- | -------- |
| Dänemark (IFPI)              | Gold                                                                   | 10.000   |
| Italien (FIMI)               | Gold                                                                   | 25.000   |
| Polen (ZPAV)                 | 4× Platin                                                              | 80.000   |
| Portugal (AFP)               | Platin                                                                 | 20.000   |
| Russland (NFPF)              | Gold                                                                   | 10.000   |
| Ungarn (MAHASZ)              | Gold                                                                   | 3.000    |
| Vereinigtes Königreich (BPI) | Gold                                                                   | 100.000  |
| Insgesamt                    | 5× Gold · 5× Platin ·                                                  | 248.000  |

## Auszeichnungen nach Singles

### Your Love Is King
| Land/Region                  | Auszeichnungen für Musikverkäufe (Land/Region, Auszeichnung, Verkäufe) | Verkäufe |
| ---------------------------- | ---------------------------------------------------------------------- | -------- |
| Neuseeland (RMNZ)            | Gold                                                                   | 15.000   |
| Spanien (Promusicae)         | Gold                                                                   | 30.000   |
| Vereinigtes Königreich (BPI) | Silber                                                                 | 200.000  |
| Insgesamt                    | 1× Silber · 2× Gold ·                                                  | 245.000  |

### Smooth Operator
| Land/Region                  | Auszeichnungen für Musikverkäufe (Land/Region, Auszeichnung, Verkäufe) | Verkäufe  |
| ---------------------------- | ---------------------------------------------------------------------- | --------- |
| Dänemark (IFPI)              | Platin                                                                 | 90.000    |
| Deutschland (BVMI)           | Gold                                                                   | 300.000   |
| Italien (FIMI)               | Gold                                                                   | 50.000    |
| Neuseeland (RMNZ)            | Platin                                                                 | 30.000    |
| Spanien (Promusicae)         | Platin                                                                 | 60.000    |
| Vereinigtes Königreich (BPI) | Platin                                                                 | 600.000   |
| Insgesamt                    | 2× Gold · 4× Platin ·                                                  | 1.130.000 |

### The Sweetest Taboo
| Land/Region                  | Auszeichnungen für Musikverkäufe (Land/Region, Auszeichnung, Verkäufe) | Verkäufe |
| ---------------------------- | ---------------------------------------------------------------------- | -------- |
| Vereinigtes Königreich (BPI) | Silber                                                                 | 200.000  |
| Insgesamt                    | 1× Silber ·                                                            | 200.000  |

### No Ordinary Love
| Land/Region                  | Auszeichnungen für Musikverkäufe (Land/Region, Auszeichnung, Verkäufe) | Verkäufe |
| ---------------------------- | ---------------------------------------------------------------------- | -------- |
| Vereinigtes Königreich (BPI) | Silber                                                                 | 200.000  |
| Insgesamt                    | 1× Silber ·                                                            | 200.000  |

### Kiss of Life
| Land/Region                  | Auszeichnungen für Musikverkäufe (Land/Region, Auszeichnung, Verkäufe) | Verkäufe |
| ---------------------------- | ---------------------------------------------------------------------- | -------- |
| Vereinigtes Königreich (BPI) | Silber                                                                 | 200.000  |
| Insgesamt                    | 1× Silber ·                                                            | 200.000  |

### By Your Side
| Land/Region                  | Auszeichnungen für Musikverkäufe (Land/Region, Auszeichnung, Verkäufe) | Verkäufe |
| ---------------------------- | ---------------------------------------------------------------------- | -------- |
| Dänemark (IFPI)              | Gold                                                                   | 45.000   |
| Neuseeland (RMNZ)            | Gold                                                                   | 15.000   |
| Spanien (Promusicae)         | Gold                                                                   | 30.000   |
| Vereinigtes Königreich (BPI) | Gold                                                                   | 400.000  |
| Insgesamt                    | 4× Gold ·                                                              | 490.000  |

## Auszeichnungen nach Liedern

### Like a Tattoo
| Land/Region                  | Auszeichnungen für Musikverkäufe (Land/Region, Auszeichnung, Verkäufe) | Verkäufe |
| ---------------------------- | ---------------------------------------------------------------------- | -------- |
| Vereinigtes Königreich (BPI) | Silber                                                                 | 200.000  |
| Insgesamt                    | 1× Silber ·                                                            | 200.000  |

## Auszeichnungen nach Videoalben

### Diamond Life
| Land/Region               | Auszeichnungen für Musikverkäufe (Land/Region, Auszeichnung, Verkäufe) | Verkäufe |
| ------------------------- | ---------------------------------------------------------------------- | -------- |
| Vereinigte Staaten (RIAA) | Gold                                                                   | 50.000   |
| Insgesamt                 | 1× Gold ·                                                              | 50.000   |

### Life, Promise, Pride, Love
| Land/Region               | Auszeichnungen für Musikverkäufe (Land/Region, Auszeichnung, Verkäufe) | Verkäufe |
| ------------------------- | ---------------------------------------------------------------------- | -------- |
| Vereinigte Staaten (RIAA) | Platin                                                                 | 100.000  |
| Insgesamt                 | 1× Platin ·                                                            | 100.000  |

### Live Concert Home Video
| Land/Region               | Auszeichnungen für Musikverkäufe (Land/Region, Auszeichnung, Verkäufe) | Verkäufe |
| ------------------------- | ---------------------------------------------------------------------- | -------- |
| Vereinigte Staaten (RIAA) | 2× Platin                                                              | 200.000  |
| Insgesamt                 | 2× Platin ·                                                            | 200.000  |

### Lovers Live
| Land/Region               | Auszeichnungen für Musikverkäufe (Land/Region, Auszeichnung, Verkäufe) | Verkäufe |
| ------------------------- | ---------------------------------------------------------------------- | -------- |
| Brasilien (PMB)           | Gold                                                                   | 25.000   |
| Deutschland (BVMI)        | Gold                                                                   | 25.000   |
| Portugal (AFP)            | Platin                                                                 | 8.000    |
| Spanien (Promusicae)      | Gold                                                                   | 10.000   |
| Vereinigte Staaten (RIAA) | Platin                                                                 | 100.000  |
| Insgesamt                 | 3× Gold · 2× Platin ·                                                  | 168.000  |

### Bring Me Home Live 2011
| Land/Region        | Auszeichnungen für Musikverkäufe (Land/Region, Auszeichnung, Verkäufe) | Verkäufe |
| ------------------ | ---------------------------------------------------------------------- | -------- |
| Deutschland (BVMI) | Platin                                                                 | 50.000   |
| Frankreich (SNEP)  | Gold                                                                   | 10.000   |
| Polen (ZPAV)       | 2× Platin                                                              | 20.000   |
| Insgesamt          | 1× Gold · 3× Platin ·                                                  | 80.000   |

## Statistik und Quellen
| Land/RegionAuszeichnungen für Musikverkäufe (Land/Region, Auszeichnungen, Verkäufe, Quellen) | Silber     | Gold       | Platin         | Diamant  | Verkäufe    | Quellen                                                    |
| -------------------------------------------------------------------------------------------- | ---------- | ---------- | -------------- | -------- | ----------- | ---------------------------------------------------------- |
| Argentinien (CAPIF)                                                                          | —          | —          | Platin1        | —        | 60.000      | capif.org.ar                                               |
| Australien (ARIA)                                                                            | —          | Gold1      | 9× Platin9     | —        | 665.000     | aria.com.au                                                |
| Belgien (BRMA)                                                                               | —          | 2× Gold2   | 2× Platin2     | —        | 165.000     | ultratop.be                                                |
| Brasilien (PMB)                                                                              | —          | 4× Gold4   | —              | —        | 245.000     | pro-musicabr.org.br                                        |
| Dänemark (IFPI)                                                                              | —          | 4× Gold4   | 4× Platin4     | —        | 240.000     | ifpi.dk                                                    |
| Deutschland (BVMI)                                                                           | —          | 6× Gold6   | 4× Platin4     | —        | 2.525.000   | musikindustrie.de                                          |
| Europa (IFPI)                                                                                | —          | —          | 4× Platin4     | —        | (4.000.000) | ifpi.org (Memento vom 1. Januar 2014 im Internet Archive)  |
| Finnland (IFPI)                                                                              | —          | 2× Gold2   | Platin1        | —        | 119.782     | ifpi.fi                                                    |
| Frankreich (SNEP)                                                                            | —          | 3× Gold3   | 10× Platin10   | —        | 2.810.000   | infodisc.fr snepmusique.com                                |
| Griechenland (IFPI)                                                                          | —          | —          | Platin1        | —        | 6.000       | Einzelnachweise                                            |
| Italien (FIMI)                                                                               | —          | 3× Gold3   | 4× Platin4     | —        | 510.000     | fimi.it                                                    |
| Japan (RIAJ)                                                                                 | —          | 2× Gold2   | Platin1        | —        | 400.000     | riaj.or.jp                                                 |
| Kanada (MC)                                                                                  | —          | —          | 12× Platin12   | —        | 1.180.000   | musiccanada.com                                            |
| Neuseeland (RMNZ)                                                                            | —          | 3× Gold3   | 14× Platin14   | —        | 307.500     | aotearoamusiccharts.co.nz NZ2                              |
| Niederlande (NVPI)                                                                           | —          | 3× Gold3   | 3× Platin3     | —        | 425.000     | nvpi.nl                                                    |
| Norwegen (IFPI)                                                                              | —          | Gold1      | —              | —        | 25.000      | ifpi.no (Memento vom 5. November 2012 im Internet Archive) |
| Österreich (IFPI)                                                                            | —          | 3× Gold3   | —              | —        | 65.000      | ifpi.at                                                    |
| Polen (ZPAV)                                                                                 | —          | —          | 7× Platin7     | Diamant1 | 270.000     | olis.pl                                                    |
| Portugal (AFP)                                                                               | —          | —          | 2× Platin2     | —        | 28.000      | Einzelnachweise                                            |
| Russland (NFPF)                                                                              | —          | Gold1      | 2× Platin2     | —        | 50.000      | Einzelnachweise                                            |
| Schweden (IFPI)                                                                              | —          | 2× Gold2   | Platin1        | —        | 150.000     | sverigetopplistan.se                                       |
| Schweiz (IFPI)                                                                               | —          | 2× Gold2   | 4× Platin4     | —        | 225.000     | hitparade.ch                                               |
| Spanien (Promusicae)                                                                         | —          | 5× Gold5   | 6× Platin6     | —        | 730.000     | elportaldemusica.es ES2 ES3                                |
| Ungarn (MAHASZ)                                                                              | —          | Gold1      | 2× Platin2     | —        | 15.000      | slagerlistak.hu                                            |
| Vereinigte Staaten (RIAA)                                                                    | —          | 2× Gold2   | 27× Platin27   | —        | 25.150.000  | riaa.com                                                   |
| Vereinigtes Königreich (BPI)                                                                 | 5× Silber5 | 4× Gold4   | 11× Platin11   | —        | 5.300.000   | bpi.co.uk                                                  |
| Insgesamt                                                                                    | 5× Silber5 | 54× Gold54 | 132× Platin132 | Diamant1 |             |                                                            |